# Voltámetro

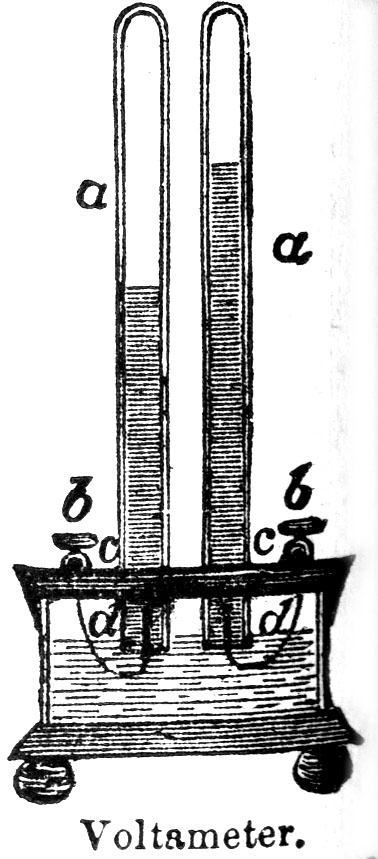
Una versión del de un voltámetro.

El voltámetro, también llamado culombímetro, es un instrumento de medición usado para medir la carga eléctrica. No debe ser confundido con un voltímetro, el cual mide el potencial eléctrico.
La unidad internacional para la carga eléctrica es el culombio.

## Tipos de voltámetros
El voltámetro es una célula electrolítica y la medición es hecha por el peso del elemento depositado o liberado en el cátodo en un tiempo específico.

### Voltámetro de plata
Este es el más preciso. Consiste en dos platos de plata en una solución de nitrato de plata. Cuando la corriente fluye, la plata se disuelve en el ánodo y se deposita en el cátodo. Luego se pesa el cátodo, y se hace fluir la corriente durante un tiempo específico, y después se vuelve a pesar el cátodo, una y otra vez.

### Voltámetro de cobre
Este es similar al de plata, pero el ánodo y cátodo son de cobre y la solución es sulfato de cobre, acidificada con ácido sulfúrico. Es más barato que el voltámetro de plata pero menos preciso.

### Voltámetro de Hofmann
El ánodo y cátodo son de platino y para la solución se usa ácido sulfúrico diluido. Se libera hidrógeno en el cátodo para luego ser recolectado en un tubo graduado para que su volumen pueda ser medido. El volumen es ajustado a presión y temperatura estándar y la masa del hidrógeno es calculada por su volumen.

## Equivalentes electroquímicos
El equivalente electroquímico de un elemento es la masa de ese elemento (en gramos) transportada por un culombio de electricidad.
| Elemento  | Equivalente electroquímico |
| --------- | -------------------------- |
| Plata     | 0,0011181                  |
| Cobre     | 0,0003281                  |
| Hidrógeno | 0,0000104                  |

## Nombre
Michael Faraday usó, en algunos de sus experimentos, un aparato al que llamó "volta-electrómetro", de donde derivó a "voltámetro".